# Crete (Indiana)
Crete is een kleine nederzetting (village) in de Amerikaanse staat Indiana, en valt bestuurlijk gezien onder Randolph County. Het ligt zo'n zeven kilometer ten oosten van de plaats Lynn.

## Geboren
- Jim Jones (1931-1978), stichter van de Peoples Temple, bekend van de collectieve zelfmoord in Jonestown, Guyana.